# 엘렉트라 (오페라)

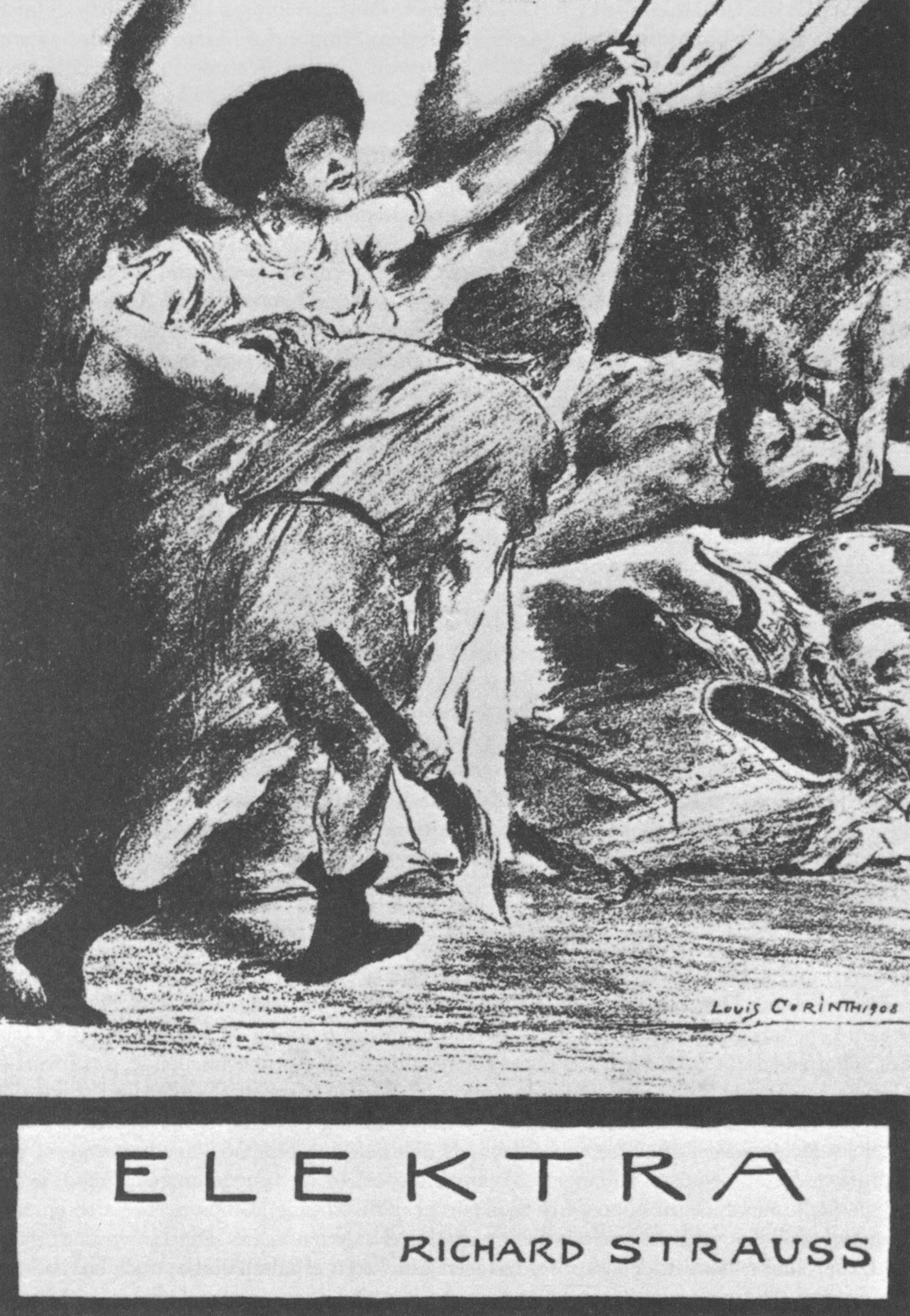

엘렉트라(Elektra)는 리하르트 슈트라우스가 작곡한 1막의 오페라이다. 휴고 폰 호프만스탈이 자신의 1903년 드라마를 각색하여 독일어 대본을 작성하였다. 1909년 1월 25일 드레스덴의 주립 오페라에서 초연되었고, 일반 오페라 상연 목록 중 하나로 자리잡았다.

## 작품 배경
엘렉트라의 줄거리는 비극 작가인 소포클레스 같은 이름의 그리스 비극에 기초를 한다.

## 등장인물
| 배역                                           | 성악 부분                                 | 초연, 1909년 1월 29일 (에른스트 폰 슈흐) 지휘 |
| ---------------------------------------------- | ----------------------------------------- | --------------------------------------------- |
| 엘렉트라, 아가멤논의 딸                        | 소프라노                                  | Anny Krull                                    |
| 크리소테미스, 그녀의 자매                      | 소프라노                                  | Margarethe Siems                              |
| 클뤼템네스트라, 그들의 어머니, 아가멤논의 부인 | 메조소프라노                              | Ernestine Schumann-Heink                      |
| 그녀의 절친한 친구과 옷자락을 받드는 사람      | 소프라노들                                |                                               |
| 젊은 하인과 나이든 하인                        | 테너, 베이스                              |                                               |
| 오레스테스, 아가멤논의 아들                    | 바리톤                                    | Karl Perron                                   |
| 오레스테스의 가정 교사                         | 베이스                                    |                                               |
| 아이기스토스, 클리넴페스트라의 정부            | 테너                                      |                                               |
| 참관인                                         | 소프라노                                  |                                               |
| 5명의 하인들                                   | 콘트랄토, 메조 소프라노 2명, 소프라노 2명 |                                               |
| 가계의 남녀들                                  |                                           |                                               |

## 줄거리
- 트로이아 전쟁이 끝난 후 아르고스

## 악기 편성
- 목관악기: 피콜로(제4플루트를 겸함), 플루트3(제3은 제2피콜로를 겸함), 오보에3(제3은 잉글리시 호른을 겸함), 헤켈폰, E♭클라리넷, 클라리넷4, 바셋 호른2, 베이스 클라리넷, 바순3, 콘트라바순
- 금관악기: 호른8(제5~8은 B♭조와 F조 바그너 튜바를 겸함), 트럼펫6, 베이스 트럼펫, 트롬본4(테너2, 베이스1, 콘트라베이스1), 튜바
- 타악기: 팀파니2, 작은북, 큰북, 심벌즈, 탐탐, 트라이앵글, 탬버린, 캐스터네츠, 글로켄슈필
- 현악기: 하프2, 바이올린24(3부), 비올라18(3부), 첼로12(2부), 더블베이스8

## 관련 오페라
- 베를리오즈의 "트로이 사람들"
- 글루크의 "타우리스의 이피게네이아"